# Beber (Beber)
Beber is een bestuurslaag in het regentschap Cirebon van de provincie West-Java, Indonesië. Beber telt 6959 inwoners (volkstelling 2010).